# Indiana Fever 2020
La stagione 2020 delle Indiana Fever fu la 21ª nella WNBA per la franchigia.
Le Indiana Fever arrivarono quinte nella Eastern Conference con un record di 6-16, non qualificandosi per i play-off.

## Roster
| N° | Naz.                   | Ruolo | Sportivo          | Anno | Alt. | Peso |
| -- | ---------------------- | ----- | ----------------- | ---- | ---- | ---- |
| 0  | Stati Uniti (bandiera) | G     | Kelsey Mitchell   | 1995 | 180  | 73   |
| 2  | Stati Uniti (bandiera) | G     | Kathleen Doyle    | 1998 | 175  | 73   |
| 3  | Stati Uniti (bandiera) | G     | Kamiah Smalls     | 1998 | 178  |      |
| 4  | Stati Uniti (bandiera) | A     | Candice Dupree    | 1984 | 188  | 81   |
| 8  | Stati Uniti (bandiera) | G     | Kennedy Burke     | 1997 | 185  | 83   |
| 11 | Canada (bandiera)      | A     | Natalie Achonwa   | 1992 | 193  | 83   |
| 12 | Stati Uniti (bandiera) | A     | Alisia Jenkins    | 1994 | 185  | 73   |
| 13 | Stati Uniti (bandiera) | A     | Lauren Cox        | 1998 | 193  | 84   |
| 15 | Stati Uniti (bandiera) | C     | Teaira McCowan    | 1996 | 201  | 108  |
| 20 | Belgio (bandiera)      | G     | Julie Allemand    | 1996 | 173  | 67   |
| 23 | Stati Uniti (bandiera) | A     | Stephanie Mavunga | 1995 | 191  | 93   |
| 25 | Stati Uniti (bandiera) | G     | Tiffany Mitchell  | 1994 | 175  | 69   |
| 35 | Stati Uniti (bandiera) | G     | Victoria Vivians  | 1994 | 185  | 83   |

## Staff tecnico
- Allenatore: Marianne Stanley
- Vice-allenatori: Steve Smith, April McDivitt, Le'coe Willingham (dal 14 agosto) [1]
- Preparatore atletico: Garrett Hueber
- Preparatore fisico: Shannon Patterson